# Flavio Cesario
Flavio Cesario (en latín: Flavius Cæsarius) fue un político que sirvió al Imperio romano de oriente durante el reinado de los emperadores Teodosio I (r. 378-395) y Arcadio (r. 395-408). Es mencionado por primera vez entre 386 y 387, cuando ejerció el cargo de magister officiorum. En 395, después del asesinato del cónsul Rufino, fue nombrado prefecto del pretorio de Oriente. En 397, fue nombrado nuevamente cónsul, y después del 12 de julio de 400, por intermedio del oficial Gainas, fue designado como prefecto pretoriano de Oriente por segunda vez, posición que ejerció hasta 403.

## Biografía

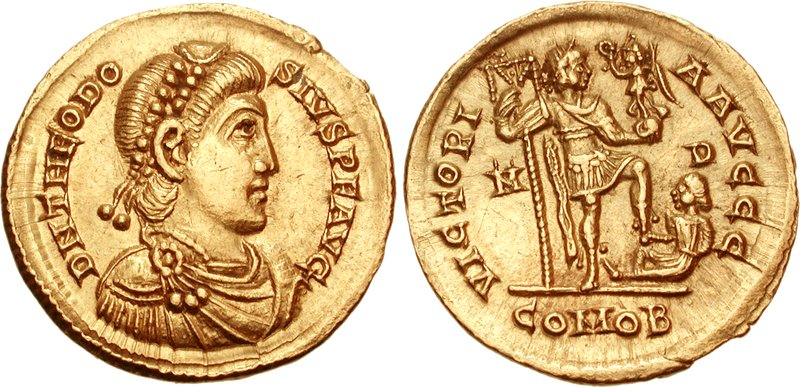
Sólido de Teodosio I (r. 378-395)

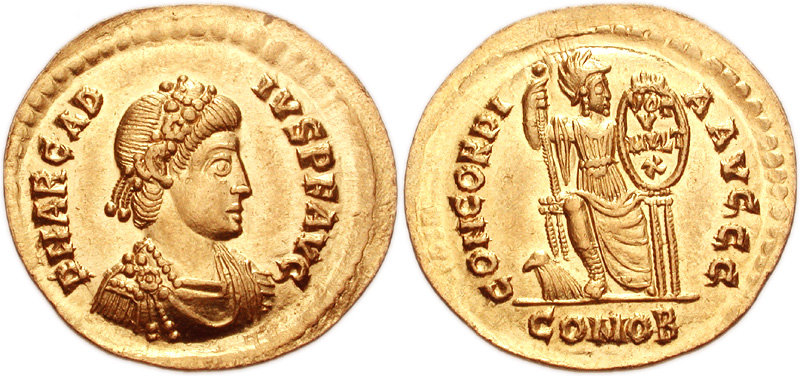
Sólido de Arcadio (r. 395-408)

Su primera mención se produjo entre 386 y 387, cuando ejerció el cargo de magister officiorum. Esta función fue dispuesta por Teodosio I en 387, junto con Elébico, con el fin de investigar la llamada «revuelta de las estatuas» ocurrida en Antioquía. Cesario llevó a cabo su investigación, con especial atención a la situación de los ciudadanos, para los cuales pidió clemencia en su informe. El profesor de retórica antioqueño Libanio, le dio las gracias en un discurso al respecto.
A pesar de sus méritos, por largo tiempo Flavio Cesario no fue nominado para un cargo de mayor importancia. Este período (388-395), correspondió al mandato del cónsul Rufino. Se ha propuesto que Cesario, a pesar de ser ortodoxo, no era lo suficientemente estricto contra los herejes. Sin embargo, después que Rufino es asesinado en noviembre de 395, Cesario ascendió a la posición de prefecto pretoriano de Oriente, y anuló una ley de Rufino en la cual se vetaban los derechos de los licios, especialmente los poderosos Flavio Eutolmio Taziano y su hijo Próculo, así como otro que cercenaba la libertad de los arianos heterousianos. Aunque se dedicó a deshacer parte del legado de Rufino, Cesario no debe ser considerado como su adversario, como lo muestra el hecho de haber emitido una ley que garantizaba a las viudas de los hombres proscritos, a no perder sus propiedades, lo cual probablemente benefició a la viuda de Rufino.
En el año 397, fue nombrado cónsul anterior con Nonio Ático Máximo, un antiguo prefecto pretoriano de Oriente. Luego de ser sucedido por Flavio Eutiquiano, Cesario ocupó nuevamente la posición de prefecto pretoriano oriental. Su mandato inició después del 12 de julio de 400, con su nombramiento por parte del oficial Gainas, y concluyó en 403. Una inscripción en la antigua Trales certifica que Cesario adquirió el título de patricio, el cual, combinado con el de prefecto pretoriano y su condición de excónsul, puso a Cesario en la cúspide de las dignidades bizantinas.
Cesario compró el monasterio de los seguidores de Macedonio: La propiedad había sido dejada como legado a los monjes por Eusebia, amiga íntima de la esposa de Cesario, quien les había pedido que enterrasen las reliquias de los cuarenta mártires de Sebaste que guardaba en su casa. Cesario posteriormente erigió un santuario para San Tirso, y una tumba para él mismo, cerca del edificio. Sepultó a su esposa cerca de las tumbas de los cuarenta mártires, en algún momento durante el reinado de Teodosio II (r. 408-450).

### En la literatura
A veces, Cesario ha sido identificado por algunos investigadores con el personaje de Tifón, de la obra Aegyptus, sive De providentia del filósofo Sinesio de Cirene, en la cual narra la lucha entre los dioses Osiris y Tifón, para después retomar la historia del conflicto entre Aureliano (Osiris) y Cesario (Tifón), durante el período de la revuelta de Gainas. Sin embargo, un trabajo de investigación más reciente sobre la obra de Sinesio, llevó a los autores a la conclusión que la personalidad de Tifón se identificaría mejor con Eutiquiano, el hermano menor de Aureliano.